# عملة إثبات
عملات الإثبات (بالإنجليزية: Proof coinage) يقصد بها عينات مبكرة خاصة من إصدار العملة، والتي تسك تاريخيًا للتحقق من القوالب (كما هو الحال في إثبات أن شيئًا ما صحيح) ولأغراض الأرشفة. في الوقت الحاضر، غالبًا ما تضرب البراهين بأعداد أكبر خصيصًا لهواة جمع العملات المعدنية (أو علماء العملات). أصدرت جميع البلدان تقريبًا عملات إثبات معدنية.

## معرض الصور

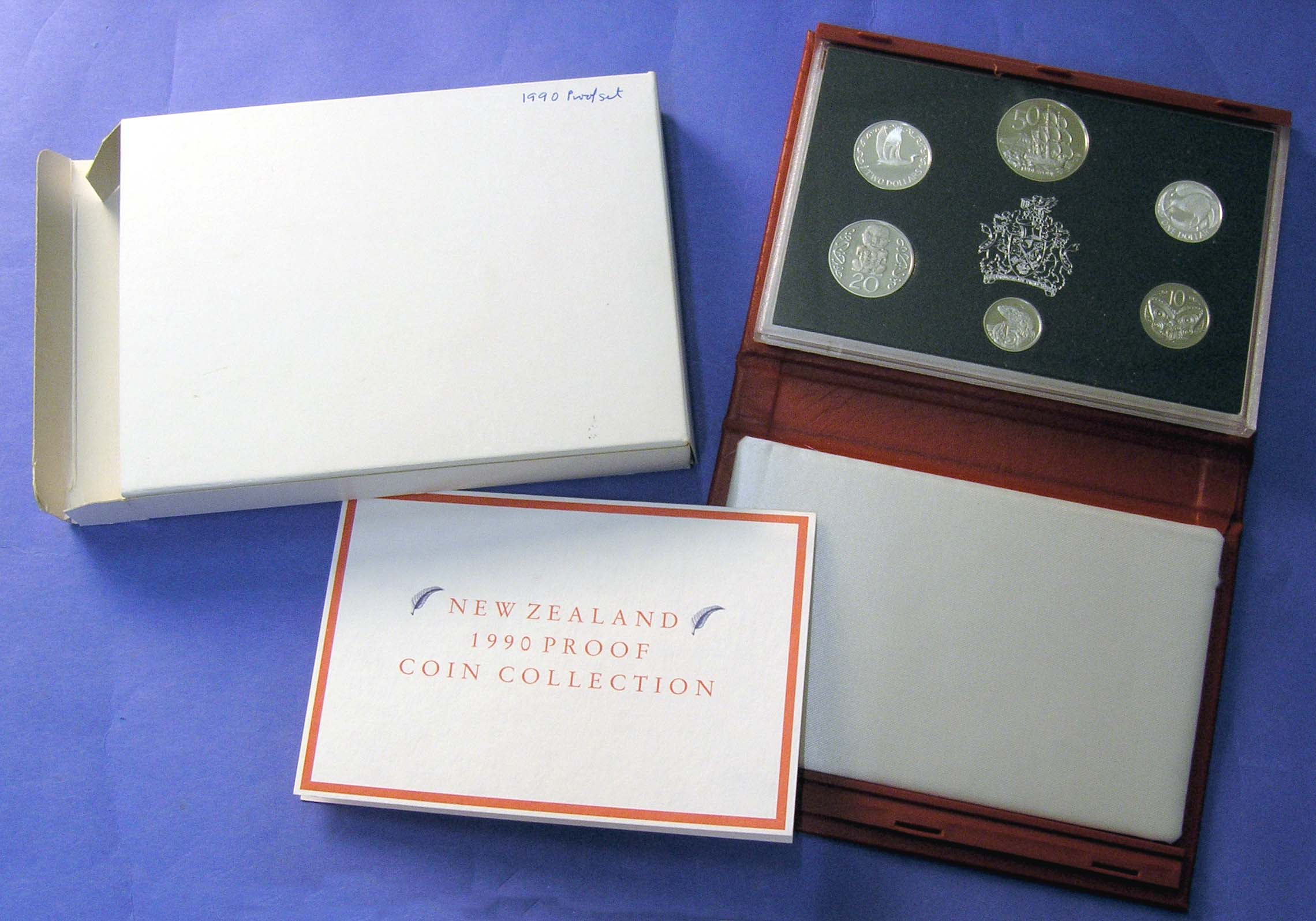
مجموعة إثبات صادرة عن بنك الاحتياطي النيوزيلندي ومحفوظة في علبة مزخرفة
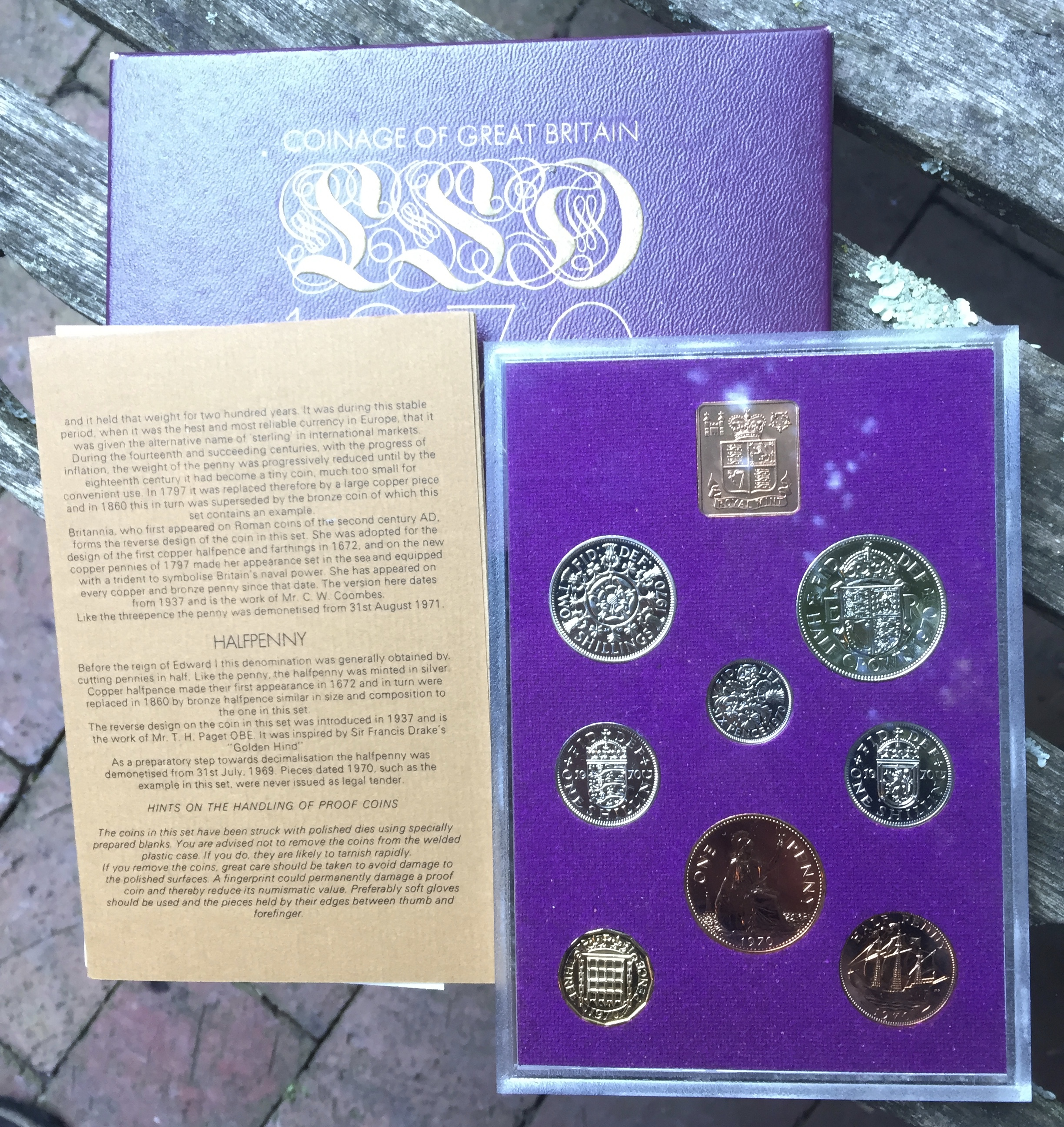
مجموعة إثبات بريطانية صادرة سنة 1970
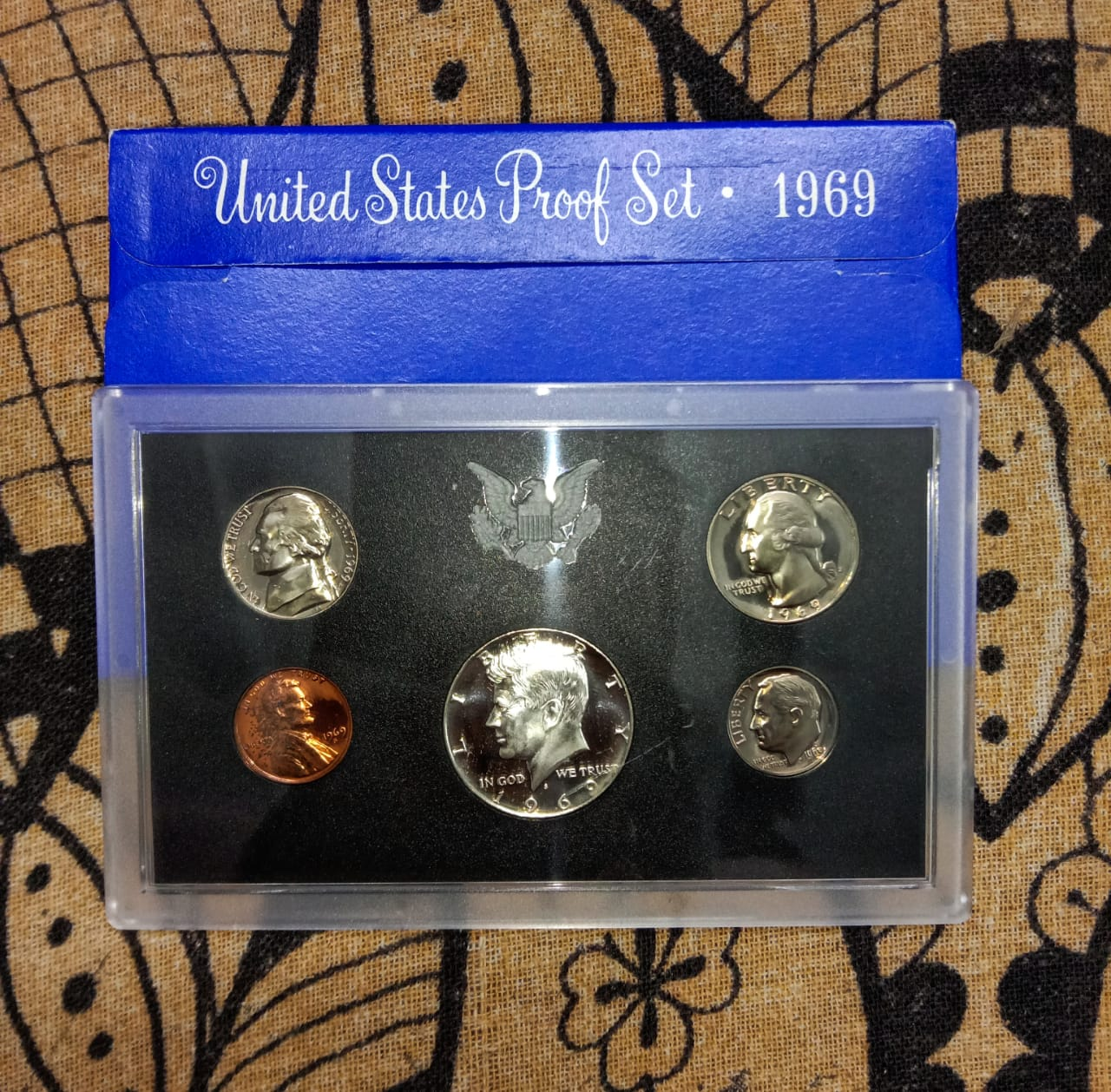
مجموعة إثبات أمريكية صادرة سنة 1969
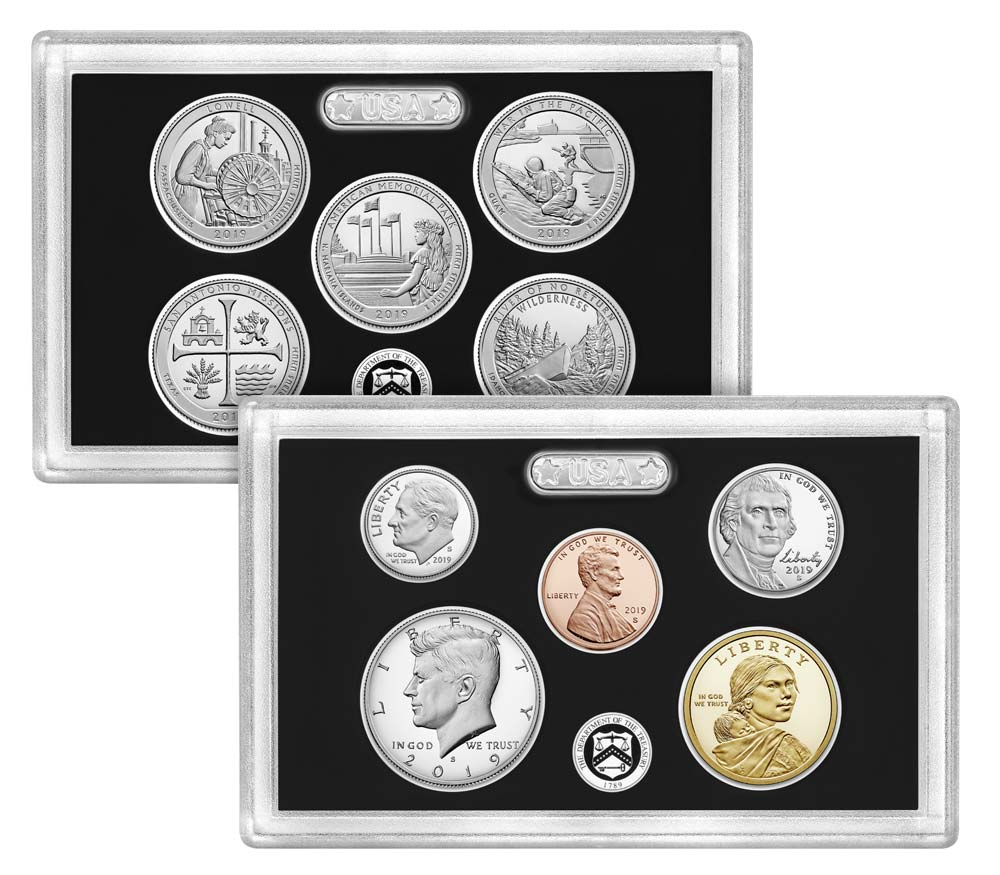
مجموعة إثبات فضية أمريكية صادرة سنة 2019
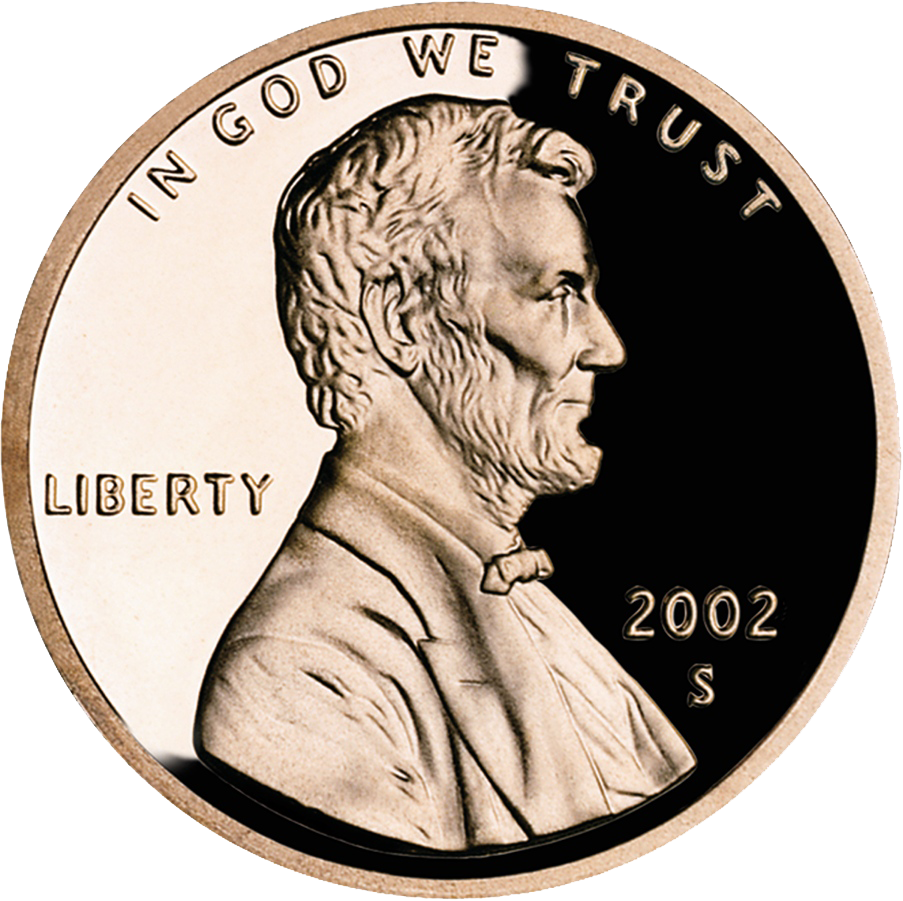
عملة إثبات أمريكية صادرة سنة 2002